# Xerospiraea
Xerospiraea là một chi thực vật có hoa trong họ Hoa hồng.